# Sageretia hamosa
Sageretia hamosa là một loài thực vật có hoa trong họ Táo. Loài này được (Wall.) Brongn. miêu tả khoa học đầu tiên năm 1826.